# Lilim Kiss
Lilim Kiss (りりむキッス, Ririmu kissu) est un shōnen manga en deux tomes de Mizuki Kawashita publié entre 2000 et 2001 dans le magazine Shōnen Jump.

## Synopsis
Takaya est un éternel incompris, car sous ses apparences de délinquant cool faisant craquer toutes les filles de son lycée se cache en fait un grand timide romantique. Et quand il délivre par accident Lilim, adorable démone de son état, il ne sait pas encore qu'il va se retrouver avec une vraie-fausse petite amie très encombrante sur les bras. En effet, Lilim a besoin d'aspirer la force des êtres humains pour survivre, et le fait en les embrassant. Après avoir aspiré la force de la moitié mâle de la classe de Takaya, Lilim décide d'aller habiter chez ce dernier, clamant que sa force est celle qui a le meilleur goût. Diverses péripéties comiques s'ensuivent.

## Analyse
Le personnage de Lilim est bien évidemment de la nature des succubes, et l'auteur semble en avoir repris le mythe en le modifiant quelque peu pour les besoins de l'histoire qu'elle voulait développer, afin de la rendre plus touchante (par exemple, Lilim est bien considérée comme un démon, mais son caractère est plutôt celui d'une jeune fille exubérante que d'un démon).
Pour information, le nom « Lilim » provient de légendes basées sur l'interprétation de certains passages biblique : les « Lilims » sont censées être les filles de Lilith et d'Asmodée, une race de démons apparentées aux succubes hantant les rêves des hommes et dérobant leurs enfants.